# Nationalratswahlkreis Luzern-Nord
Der Nationalratswahlkreis Luzern-Nord war ein Wahlkreis bei Wahlen in den Schweizer Nationalrat. Er bestand von 1851 bis 1872 und umfasste den nördlichen Teil des Kantons Luzern.

## Wahlverfahren
Hierbei handelte es sich um einen Pluralwahlkreis. Dies bedeutet, dass zwar mehrere Sitze zu verteilen waren, jedoch das Majorzwahlrecht zur Anwendung gelangte. Im Sinne der romanischen Mehrheitswahl benötigte ein Kandidat die absolute Mehrheit der Stimmen, um gewählt zu werden. Zur Verteilung aller Sitze waren unter Umständen mehrere Wahlgänge notwendig. Jeder Wähler hatte so viele Stimmen, wie Sitze zu vergeben waren.

## Bezeichnung und Sitzzahl
Luzern-Nord ist eine inoffizielle geographische Bezeichnung. Im amtlichen Gebrauch üblich war eine über die gesamte Schweiz angewendete fortlaufende Nummerierung, geordnet nach der Reihenfolge der Kantone in der schweizerischen Bundesverfassung. Aufgrund der wechselnden Anzahl im Laufe der Jahre erhielten manche Wahlkreise mehrmals eine neue Nummer. Luzern-Nord trug ab 1851 (erstmalige Anwendung eines einheitlichen Bundesgesetzes) die Nummer 13.
Luzern-Nord standen stets 3 Sitze zur Verfügung.

## Ausdehnung

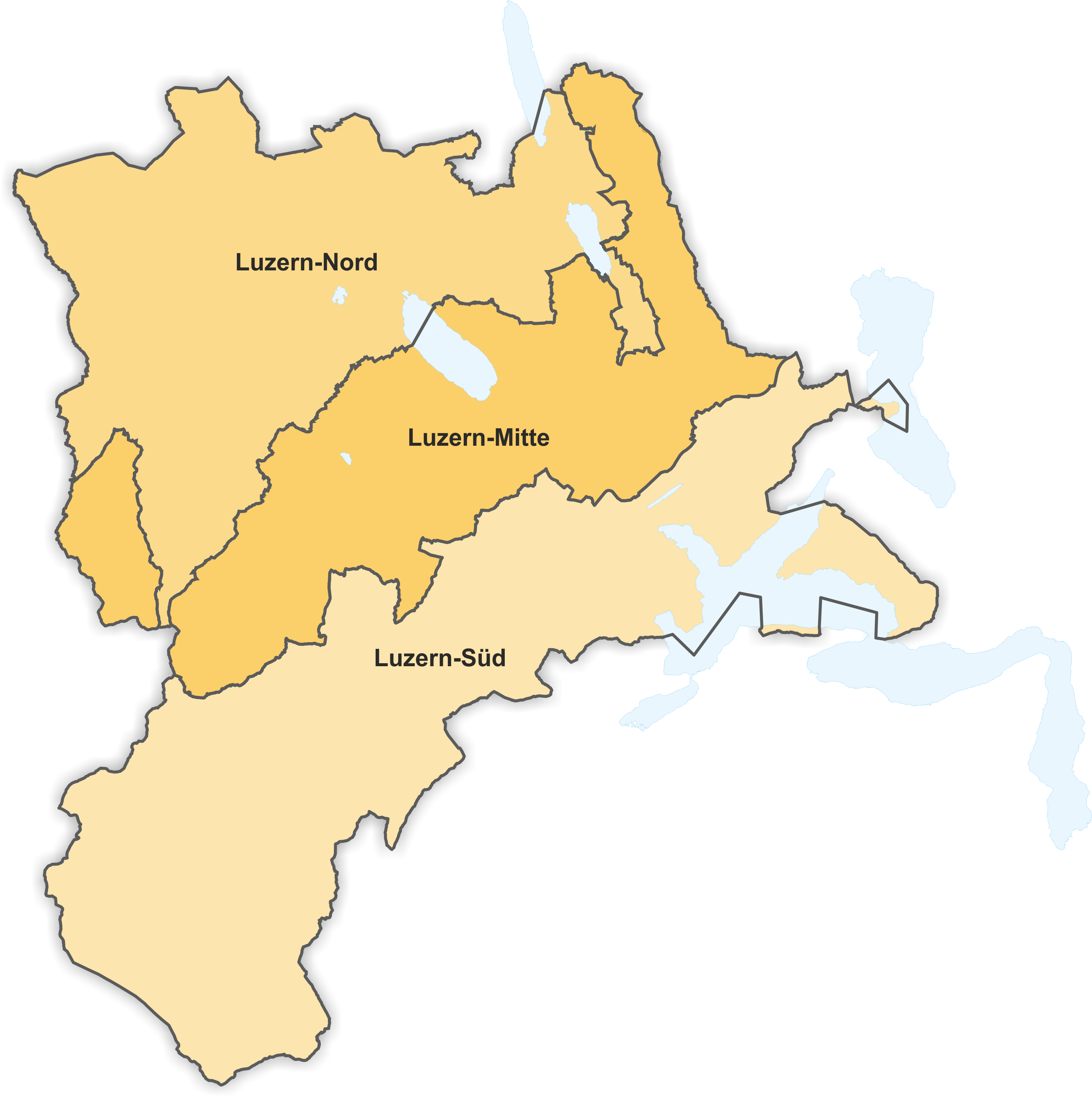
Wahlkreise Kanton Luzern 1851–1872

Das Gebiet des Wahlkreises wurde am 21. Dezember 1850 mit dem «Bundesgesetz betreffend die Wahl der Mitglieder des Nationalrathes» verbindlich festgelegt. Er umfasste:
- im Amt Hochdorf die Gemeinden Aesch, Altwis, Ermensee, Gelfingen, Herlisberg, Hitzkirch, Hochdorf, Mosen, Retschwil und Richensee
- im Amt Sursee die Gemeinden Büron, Grosswangen, Geuensee, Gunzwil, Knutwil, Kulmerau, Mauensee, Münster, Neudorf, Oberkirch, Pfeffikon, Rickenbach, Schenkon, Schlierbach, Schwarzenbach, Sursee, Triengen, Wilihof und Winikon
- das Amt Willisau ohne die Gemeinden Luthern und Menznau

## Nationalräte
- G = Gesamterneuerungswahl
- E = Ersatzwahl bei Vakanzen

| Datum                            | Wahl | Gewählte | Gewählte                                              | Partei |
| -------------------------------- | ---- | -------- | ----------------------------------------------------- | ------ |
| 26.10.1851                       | G    |          | Josef Sigmund Bühler, Casimir Pfyffer, Anton Schnyder | FL     |
|                                  |      |          |                                                       |        |
| 29.10.1854                       | G    |          | Josef Sigmund Bühler, Casimir Pfyffer, Anton Schnyder | FL     |
|                                  |      |          |                                                       |        |
| 25.10.1857                       | G    |          | Josef Sigmund Bühler, Casimir Pfyffer, Anton Schnyder | FL     |
|                                  |      |          |                                                       |        |
| 28.10.1860                       | G    |          | Josef Sigmund Bühler, Casimir Pfyffer, Franz Widmer   | FL     |
|                                  |      |          |                                                       |        |
| 28.06.1863                       | E    |          | Anton Hunkeler                                        | FL     |
|                                  |      |          |                                                       |        |
| 25.10.1863                       | G    |          | Anton Hunkeler, Hans Theiler, Anton Wapf              | FL     |
|                                  |      |          |                                                       |        |
| 28.10.1866                       | G    |          | Anton Hunkeler, Hans Theiler, Anton Wapf              | FL     |
|                                  |      |          |                                                       |        |
| 31.10.1869 28.11.1869 19.12.1869 | G    |          | Franz Xaver Beck, Adam Herzog, Jost Peyer             | KK     |

## Quelle
- Erich Gruner: Die Wahlen in den Schweizerischen Nationalrat 1848–1919. Band 3. Francke Verlag, Bern 1978, ISBN 3-7720-1445-3.